# ديون (قمر)
القمر ديون Dione أو زحل الرابع وهو من أقمار زحل. اكتشف سنة 1684 من قبل جيوفاني كاسيني. اسمه مشتق من الميثولوجيا الاغريقية. يحوي سطحه العديد من الحفر والمنحدرات الجليدية.

## التسمية
قام كاسيني بتسمية الأقمار الأربعة التي اكتشفها بين السنوات 1671-1684 (تيثيس، ديون، ريا ولابيتوس) إضافة إلى

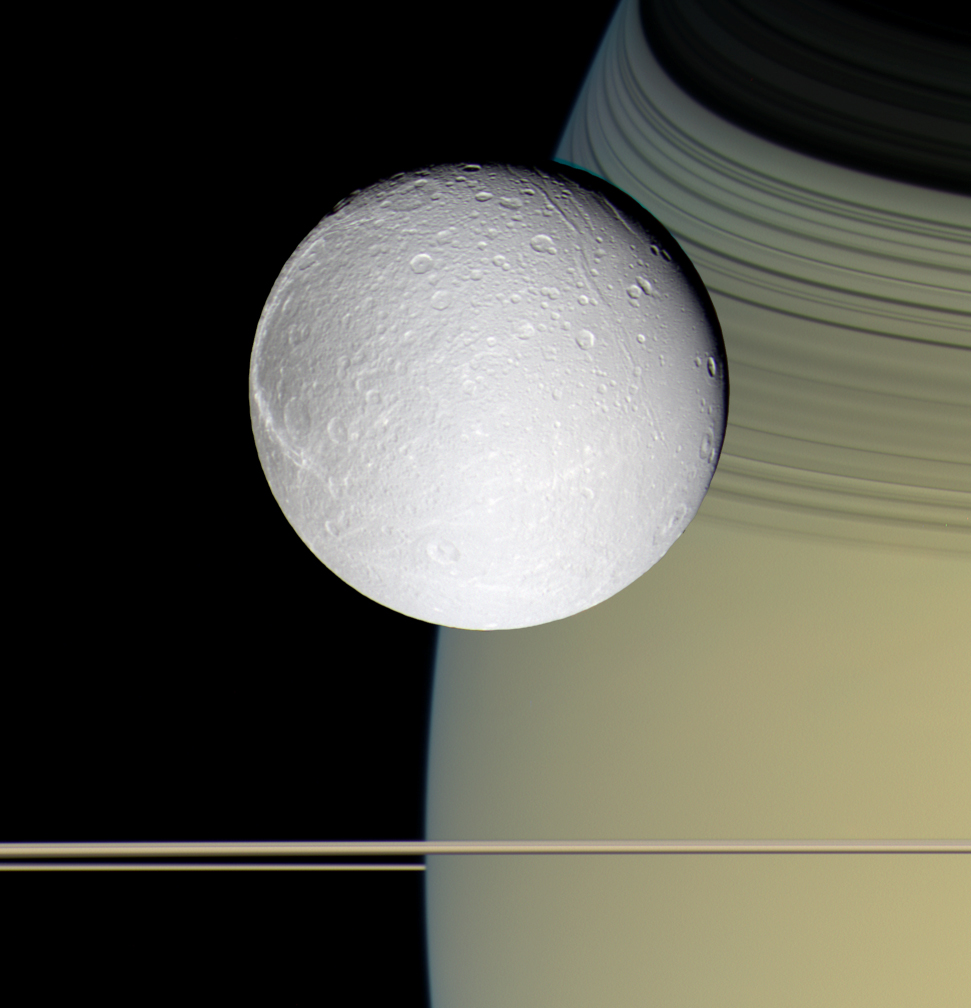
ديون امام حلقات زحل.مجموعة

 النجوم لويس على شرف الملك لويس الرابع عشر. وجد كاسيني ديون باستخدام تلسكوب كبير أنشأ في باريس وهو مرصد باريس. اعتاد علماء الفلك بحلول نهاية القرن السابع عشر، إلى الإشارة لأقمار زحل بأرقام كزحل واحد لتيتان وهلما جرة.
سمي باسمه رسميا من قبل ويليام هيرشل ابن جون هيرشل في أطروحته حول الملاحظات الرصدية التي قام فيها عند رأس الرجاء الصالح.

## مداره
يتموضع مداره على بعد 377396 كم عن زحل ويبلغ قطره 561 كم ويدور حول زحل في 2.7 يوم لديه شذوذ مداري 0.0022 ويميل 0.02 ° بالمقارنة مع المستوى المداري لكوكب زحل.

## الصفات الفيزيائية
يتألف سطحه من جليد الماء بشمل أساسي ويحتل ديون المرتبة الثالثة من حيث قيمة الكثافة من بين جميع أقمار زحل بعد إنقليدس وتيتان. وتزيد كثافته بسبب ضغط الجاذبية كما يجب أن يحتوي 46% من باطنه على المواد ذات الكثافة العالية كصخور السلكات